# Ризантелла Гарднера
Ризанте́лла Га́рднера (лат. Rhizanthella gardneri) — вид растений рода Ризантелла (Rhizanthella) семейства Орхидные (Orchidaceae).

## Описание
Растение высотой 3—8 см.
Бесцветное корневище, толстое, короткое, горизонтальное, ветвящееся.
Напоминающие листья околоцветника: беловатые, мясистые, имеет запах формалина.
Цветёт в апреле. Соцветие содержит от 8 до 90 невзрачных тёмно-бордовых цветков.
Сапрофит. Обитает под землёй.

## Ареал
Известно всего несколько местонахождений вида в Западной Австралии, приуроченных исключительно к местам произрастания мелалеуки крючковатой (Melaleuca uncinata).